# Šekel
Šekel (grč. siglos, hebr. שקל) je skupni naziv za brojne antičke jedinice za težinu i valute. Prva upotreba šekela zabilježena je oko 3000. pr. Kr. u Mezopotamiji. Pretpostavlja se kako naziv „šekel“ potječe od akadske riječi „she“ (ječam). Najstariji šekeli nisu bili novčana jedinica već mjera za težinu, prema kojoj se određivao sustav trgovine u doba kada novac nije postojao. Preteča novca bili su službeni žigovi kojima su ovjeravane težine, dok su se prve kovanice pojavile u Anatoliji kao zamjena za navedene žigove. Prema Herodotu, prve kovanice pojavile su se u Lidiji za vrijeme Krezove vladavine, a kasnije su se pojavili i perzijski zlatni darik te atenska srebrna drahma. Šekel su pak koristili zapadni semitski narodi; Moabiti, Edomiti, Židovi i Feničani. Prema Novom zavjetu, Juda Iškariotski je za 30 srebrnih šekela izdao Isusa. Prema drevnoj valuti šekelu nazvan je i moderni izraelski novi šekel.

## Vanjske poveznice
- Šekel (enciklopedija Britannica)